# Landot Noir
Landot Noir ist eine Anfang des 20. Jahrhunderts durch den französischen Züchter Pierre Landot (1900–1942) neu gezüchtete Rotweinsorte. Sie ist eine Kreuzung zwischen der roten Sorte Landal Noir und der weißen Villard Blanc. Zwischen 1929 und Anfang der 1940er Jahre züchtete Landot in Conzieu im Département Ain eine Vielzahl interspezifischer Rebsorten im Kampf gegen die Reblaus. Es handelt sich dabei um eine überaus komplexe Züchtung, in der Gene der Wildreben Vitis labrusca, Vitis riparia, Vitis rupestris, Vitis aestivalis, Vitis cinerea, Vitis berlandieri und Vitis vinifera vorhanden sind. Die Rotweine der Sorte sind recht kräftig aber aufgrund des Einflusses amerikanischer Wildreben etwas unangenehm im Geschmack (→ Fox-Ton).
Aufgrund der frühen Reife findet man die Rebsorte in Anbaugebieten mit kühlem Klima. In einigen Anbaugebieten der Vereinigten Staaten wird sie heute noch angebaut (→ Weinbau in New Jersey, Weinbau in Ohio, Weinbau in Rhode Island und Weinbau in Maryland).
Synonym: Zuchtstammnummer 4.511 Landot. 
Abstammung: Landal Noir (vulgo 244 Landot) x Villard Blanc (vulgo Seyve Villard 12.375). Seyve Villard 12.375 ist ihrerseits eine Kreuzung der Sorten Seibel 6468 x Seibel 6905 (→ Le Subéreux).

## Ampelographische Sortenmerkmale
Die spät austreibende Rebsorte reift ca. 5 – 6 Tage nach dem Gutedel und ist somit innerhalb der roten Rebsorten früh reifend, so dass sie in kühlen Lagen ausreifen kann. Die Sorte ist empfindlich gegen Trockenheit und Anthraknose. Außerdem neigt sie zur Verrieselung.
Siehe auch die Artikel Weinbau in Frankreich und Weinbau in den Vereinigten Staaten sowie die Liste von Rebsorten.